# مايك سميثسون (سياسي)
مايك سميثسون هو سياسي بريطاني، ولد في 11 مايو 1946. نشط حزبياً في الديمقراطيون الليبراليون.